# Erupción del volcán de Fuego de 2015
La erupción del volcán de Fuego de 2015 se refiere a una serie de importantes eventos volcánicos que afectaron a ese estratovolcán y a los departamentos de Sacatepéquez, Escuintla y Chimaltenango en Guatemala el 7 de febrero de 2015.

## Historia
Luego de las fuertes explosiones que se registraron en el Volcán de Fuego, el director del Instituto Nacional de Sismología, Vulcanología, Meteorología e Hidrología (INSIVUMEH) sugirió que se declarara alerta naranja. El director del INSIVUMEH agregó que ahora la situación era crítica porque la ceniza y la lava habían causado incendios forestales. El INSIVUMEH reportó que el volcán tenía de cuatro a seis explosiones por hora, que las columnas de ceniza alcanzaron los cuatro mil ochocientos metros de altura, y que las nubes incandescentes se desplazaron aproximadamente a veinte kilómetros alrededor del volcán.
La estación de monitoreo ubica en la aldea Panimaché indicó que la actividad del volcán se manifestaba con bloques de nubes que descendían hasta la vegetación generando flujos piroclásticos e incendios.
Fue necesario evacuar a 100 personas en un área de Sacatepéquez, puesto que la ceniza y material volcánico cayó en la barranca Trinidad, Las Lajas, Cenizas y Santa Teresa; por su parte, la Coordinadora Nacional para la Reducción de Desastres (CONRED) emitió una alerta para las comunidades cercanas al volcán para una eventual evacuación de personas; cuerpos de socorro tenían brigadas especiales en Sacatepéquez, Chimaltenango y Escuintla, para apoyar tareas de evacuación.
La erupción deformó el cráter del volcán en el flanco sur, en dirección de las barrancas Trinidad y El Jute que fueron las afectadas por el descenso de lava y caída de rocas y ceniza Vulcanólogos reportaron constantes avalanchas esto debido al flujo de lava que se desplazaba en esa zona y que alcanzó un kilómetro de longitud.
La erupción del Volcán duró veintidós horas; tras finalizar la misma el volcán mantiene una columna de ceniza en dirección noreste. Las explosiones continuaron generando retumbos y ondas de choque sensibles a veinte kilómetros al sur y suroeste del complejo volcánico.
El Ejército de Guatemala dio a conocer que desde la noche del 7 de febrero desplegó cien soldados para limpiar las cenizas en el Aeropuerto Internacional La Aurora y habilitar las instalaciones; desde las 17:32 horas del 7 de febrero los vuelos habían sido desviados hacia El Salvador.